# Kamikawa (phó tỉnh)
Kamikawa (上川総合振興局 Kamikawa-sōgō-shinkō-kyoku) là phó tỉnh của Hokkaidō, Nhật Bản. Tính đến ngày 1 tháng 10 năm 2020, dân số ước tính phó tỉnh là 86.376 người và mật độ dân số là 8,8 người/km2. Tổng diện tích phó tỉnh là 9852,17 km2.

## Hành chính
| Tên                              | Tên        | Diện tích (km2) | Dân số  | Huyện    | Loại đô thị | Bản đồ |
| Rōmaji                           | Kanji      | Diện tích (km2) | Dân số  | Huyện    | Loại đô thị | Bản đồ |
| -------------------------------- | ---------- | --------------- | ------- | -------- | ----------- | ------ |
| Aibetsu                          | 愛別町     | 250,13          | 2.992   | Kamikawa | Thị trấn    |        |
| Asahikawa (trung tâm hành chính) | 旭川市     | 747,6           | 333.530 | Không có | Thành phố   |        |
| Biei                             | 美瑛町     | 677,16          | 10.374  | Kamikawa | Thị trấn    |        |
| Bifuka                           | 美深町     | 672,14          | 4.609   | Nakagawa | Thị trấn    |        |
| Furano                           | 富良野市   | 600,97          | 22.715  | Không có | Thành phố   |        |
| Higashikagura                    | 東神楽町   | 68,64           | 10.385  | Kamikawa | Thị trấn    |        |
| Higashikawa                      | 東川町     | 247,06          | 8.092   | Kamikawa | Thị trấn    |        |
| Horokanai                        | 幌加内町   | 767,03          | 1.571   | Uryū     | Thị trấn    |        |
| Kamifurano                       | 上富良野町 | 237,18          | 11.055  | Sorachi  | Thị trấn    |        |
| Kamikawa                         | 上川町     | 1.049,24        | 3.706   | Kamikawa | Thị trấn    |        |
| Kenbuchi                         | 剣淵町     | 131,2           | 3.293   | Kamikawa | Thị trấn    |        |
| Minamifurano                     | 南富良野町 | 665,52          | 2.611   | Sorachi  | Thị trấn    |        |
| Nakafurano                       | 中富良野町 | 108,7           | 5.086   | Sorachi  | Thị trấn    |        |
| Nakagawa                         | 中川町     | 594,87          | 1.585   | Nakagawa | Thị trấn    |        |
| Nayoro                           | 名寄市     | 535,23          | 28.373  | Không có | Thành phố   |        |
| Otoineppu                        | 音威子府村 | 275,64          | 831     | Nakagawa | Làng        |        |
| Pippu                            | 比布町     | 87,29           | 3.845   | Kamikawa | Thị trấn    |        |
| Shibetsu                         | 士別市     | 1.119,29        | 19.794  | Không có | Thành phố   |        |
| Shimokawa                        | 下川町     | 644,2           | 3.836   | Kamikawa | Thị trấn    |        |
| Shimukappu                       | 占冠村     | 571,31          | 1.251   | Yūfutsu  | Làng        |        |
| Takasu                           | 鷹栖町     | 139,44          | 6.780   | Kamikawa | Thị trấn    |        |
| Tōma                             | 当麻町     | 204,95          | 6.662   | Kamikawa | Thị trấn    |        |
| Wassamu                          | 和寒町     | 224,83          | 3.553   | Kamikawa | Thị trấn    |        |